# Кулевчі (фрегат)
«Кулевчі» (рос. «Кулевчи») — вітрильний 60-гарматний фрегат Чорноморського флоту Російської імперії. Учасник Сінопської битви 18 листопада 1853 року. Названий на згадку про перемогу російських військ під командуванням генерал-фельдмаршала І. І. Дибича над турецькими військами 30 травня 1829 року в битві біля села Кулевчі.

## Історія
Закладений у Миколаєві 18 березня 1844 року, головний будівник — О. С. Акімов. Після спуску на воду 21 вересня 1847 року увійшов до складу Чорноморського флоту Російської імперії.
У 1848, 1849 і 1851 роках у складі загонів виходив у крейсерство біля кавказького узбережжя. У липні-серпні 1850 року курсував вздовж берегів Чорного моря за маршрутом Севастополь — Феодосія — Керч — Анапа — Новоросійськ — Піцунда — Феодосія — Севастополь під прапором начальника штабу Чорноморського флоту контрадмірала В. О. Корнілова. У складі ескадри перебував у практичному плаванні в Чорному морі у 1852 році.
З 20 травня до 3 липня 1853 року виходив у крейсерство до протоки Босфор. Із серпня до вересня того ж року в складі загону брав участь у перевезенні військ з Одеси до Севастополя.

### Під час Кримської війни
Брав участь у Кримській війні. 8 листопада 1853 року в складі російської ескадри підійшов до Сінопа, проте через раптовий шторм ескадра була вимушена відійти в море. В результаті декілька кораблів були сильно пошкоджені. 10 листопада П. С. Нахімов відправив на ремонт до Севастополя лінійні кораблі «Хоробрий», «Святослав» і фрегат «Кулевчі». З ними пішов пароплав «Бессарабія» з донесеннями.
12 листопада 1853 року «Кулевчі» вийшов із Севастополя до Сінопа у складі ескадри контрадмірала Ф. М. Новосильського для посилення ескадри Нахімова. 17 листопада фрегат з'єднався з ескадрою і доставив Нахімову припис О. С. Меншикова за можливості щадити місто Сіноп, щоб не дати європейським країнам приводу до війни. Нахімов, побоюючись підходу до противника підкріплень, вирішив наступного дня розпочати бій.
Під час битви спільно з фрегатом «Кагул» дрейфував в тилу в ескадри для припинення спроб відходу турецьких суден із бухти. Вів обстріл турецького пароплава «Таїф», який виходив із бухти. По пароплаву було зроблено 260 пострілів, але через сталий зустрічний вітер фрегати не змогли його переслідувати і пароплаву вдалося піти. 22 листопада «Кулевчі», спільно з фрегатом «Кагул», супроводжував пошкоджений корабель «Імператриця Марія» і повернувся до Севастополя.
17 лютого 1854 року увійшов до складу ескадри оборони Севастопольського рейду. 31 березня разом із «Кагулом» крейсував біля Севастополя, виявив і переслідував англійський пароплав, що підійшов до входу на рейд. Після короткої перестрілки пароплаву вдалося піти в море. У вересні 1854 року «Кулевчі» був поставлений у гавань, а екіпаж переведений до складу морського батальйону.
27 серпня 1855 року був затоплений на Севастопольському рейді під час залишення міста гарнізоном. Після війни, під час розчищення Севастопольської бухти 25 червня 1859 року, був піднятий з дна і проданий.

## Командири
- П. І. Кислинський (1848—1849);
- І. А. Єндогуров (1850—1852);
- С. С. Лесовський (до 10 жовтня 1853);
- Л. І. Будищев (з 10 жовтня 1853 — 1854);
- Ф. С. Керн (1854—1855).